# شلالات ميدانكي
شلالات ميدانكي شلالات طبيعية تقع في منطقة عفرين السورية والتي تبعد عن مدنية حلب 65 كم. حيث تتساقط الشلالات الجميلة لتكون منطقة في غاية الروعة , وتقع الشلالات في قرية ميدانكي الواقعة على نهر عفرين يبلغ عدد سكان القرية حوالي 5000 نسمة سكانها من الكورد , وتكون شلالات ميدانكي بحيرة جميلة هي بحيرة ميدانكي ويوجد مجموعة من المطاعم والاستراحات السياحية .